# صفوان بن امیه
ابو وهب صفوان بن اُمیه بن خلف بن وهب جمحی قریشی (به عربی: أبو وهب صفوان بن أمية بن خلف بن وهب الجمحي القرشي) صحابه محمد پیامبر اسلام بود.

## خانواده
او از قبیله بنی جمح قریش بود. پدرش امیه بن خلف از بزرگان قریش بود. مادرش کریمه بنت معمر بن حبیب بود.: 43 

## گرویدن به اسلام‌
هنگامی که مسلمانان مکه را در سال ۶۳۰ محاصره کردند، صفوان به عکرمه بن ابی‌جهل در مقاومت نهایی در مقابل محمد در خندمه پیوست. در آنجا با خالد بن ولید مواجه شدند که آن‌ها را از پای درآورد.: 549–550 : 177–178 
ناجیه همسر صفوان اسلام آورد، اما صفوان به جده فرار کرد و قصد داشت به یمن برود. قبل از حرکت کشتی عمیر بن وهب او را پیدا کرد و عمامه محمد را به او نشان داد و گفت صفوان خودت را نابود نکن من از پیامبر خدا برایت نشانه‌ای آوردم. ابتدا صفوان به او گفت برو، اما عمیر اصرار کرد و گفت‌: پسر عموی تو نیکوترین و نیکوکارترین و بردبارترین مردم است، قوت او قدرت تو، عزتش عزت توست، و فرمانروایی او فرمانروایی توست. صفوان پاسخ داد که او از محمد "در ترس فانی" است، اما عمیر تکرار کرد که او آنقدر سخاوتمند و بردبار است که به کشتن او فکر نمی‌کند و سرانجام صفوان موافقت کرد که با عمیر به مکه بازگردد. محمد تأیید کرد که او واقعاً به صفوان امان داده است. زمانی که صفوان برای‌ بررسی گزینه‌های خود دو ماه فرصت خواست، محمد به او پاسخ داد که او چهار ماه فرصت دارد. : 555 : 184–185 
چند هفته بعد صفوان پیغامی از محمد دریافت کرد که در آن اسلحه و زره او را به امانت می‌خواهد «تا فردا با دشمن خود بجنگیم». صفوان پرسید که آیا محمد قصد دارد او را مجبور به تحویل سلاح کند؟ اما وقتی به او گفتند که این فقط یک درخواست دوستانه است و اموالش پس داده خواهد شد، پاسخ داد که مخالفتی ندارد.
او برای حمله محمد به هوازن در جنگ حنین، صد قبضه پست و اسلحه دیگر را ترتیب داد.: 567 : 7 
صفوان در حنین برای محمد جنگید، در این نبرد به برادرش گفت: «من ترجیح می‌دهم مردی از قریش بر من حکومت کند تا مردی از هوازن»: 569 : 10 